# El Rossinyol (Sant Quirze Safaja)
El Rossinyol, o torrent de Roca Gironella, és un riu que neix en el terme municipal de Sant Martí de Centelles, a Osona, en una vall d'aquest terme que es decanta cap al Vallès, passa pel de Sant Quirze Safaja, al Moianès, i desemboca en el Tenes a Bigues i Riells, en territori de Riells del Fai.
Es forma per la unió en el torrent de la Viuda de diversos torrents més petits, en el costat de ponent del Pla d'en Pep, al sud-oest de Can Cuixes. En davalla cap al sud, passant pel Sot de Furós, i va rebent d'afluents tot de torrents curts, entre els quals destaca, per l'esquerra, el torrent de les Roquetes i passa a llevant de la masia de Cabanyals. Poc després passa ran dels Camps de Cabanyals, a migdia dels quals forma la Cascada de Roca Gironella; rep per l'esquerra el Sot de les Taules, passa a llevant de la Caseta de Sant Miquel i després de fer un tancat revolt, arriba al monestir de Sant Miquel del Fai. Després de fer-hi la volta pel nord, passa pel costat de ponent i s'aboca en el Salt d'aigua del Rossinyol cap al fons de la Vall de Sant Miquel on, al cap de poc, s'uneix al Tenes.

## Etimologia
Contra el que molt gent pensa per l'homonímia que es dona amb el nom de l'ocell, Joan Coromines estableix que rossinyol prové de riu Sunyol. Sunyol és un antropònim romànic.